# Amblygobius tekomaji
Amblygobius tekomaji är en fiskart som först beskrevs av Smith, 1959.  Amblygobius tekomaji ingår i släktet Amblygobius och familjen smörbultsfiskar. IUCN kategoriserar arten globalt som livskraftig. Inga underarter finns listade i Catalogue of Life.